# Gabriele Husar
Gabriele „Gabi“ Husar (* 2. Dezember 1953) ist eine ehemalige österreichische Rallyefahrerin.

## Leben
Ihre Motorsportkarriere begann Husar mit einem Fiat 850, wechselte dann 1979 zum Lada 1300 und 1982 schließlich auf den Porsche 911 SC. Sie stieg bei Georg Fischer, Rudolf Stohl als Beifahrerin ein, bei Franz Wittmann fuhr sie ebenfalls mit, bevor sie als Fahrerin selbst Rallyewagen pilotierte. Mit Stohl erreichte sie 1981 den 14. Platz bei der Acropolis-Rallye. 1980 wurde Husar Mutter und pausierte bis 1981.
Sie ist bis heute die einzige Pilotin aus Österreich und Mitteleuropa, die einen nationalen Meisterschaftslauf gewinnen konnte. Im September 1986 siegte sie bei der „Varta-Rallye“ in Kärnten mit dem Porsche 911 SC. Nach dem Ende der Gruppe B beendete auch Husar 1987 ihre Laufbahn im Motorsport. Ausschließlich Frauen durften auf dem Beifahrersitz neben ihr Platz nehmen. Ihr Comeback feierte Gabi Husar 1998 bei der OMV-Rallye mit einem VW Golf TDI, das jedoch schon in der ersten Sonderprüfung wegen eines Überschlags beendet wurde.
Gabi Husar wohnt in der niederösterreichischen Stadtgemeinde Berndorf.